# Бжозе-Любавські
Бжозе-Любавські (пол. Brzozie Lubawskie, нім. Deutsch Brzozie, 1942-45: Deutsch Brosen) — село в Польщі, у гміні Кужентник Новомейського повіту Вармінсько-Мазурського воєводства.
Населення — 582 особи (2011).

## Демографія
Демографічна структура станом на 31 березня 2011 року:
|          | Загалом | Допрацездатний вік | Працездатний вік | Постпрацездатний вік |
| -------- | ------- | ------------------ | ---------------- | -------------------- |
| Чоловіки | 290     | 67                 | 204              | 19                   |
| Жінки    | 292     | 74                 | 164              | 54                   |
| Разом    | 582     | 141                | 368              | 73                   |